# Stavební suť

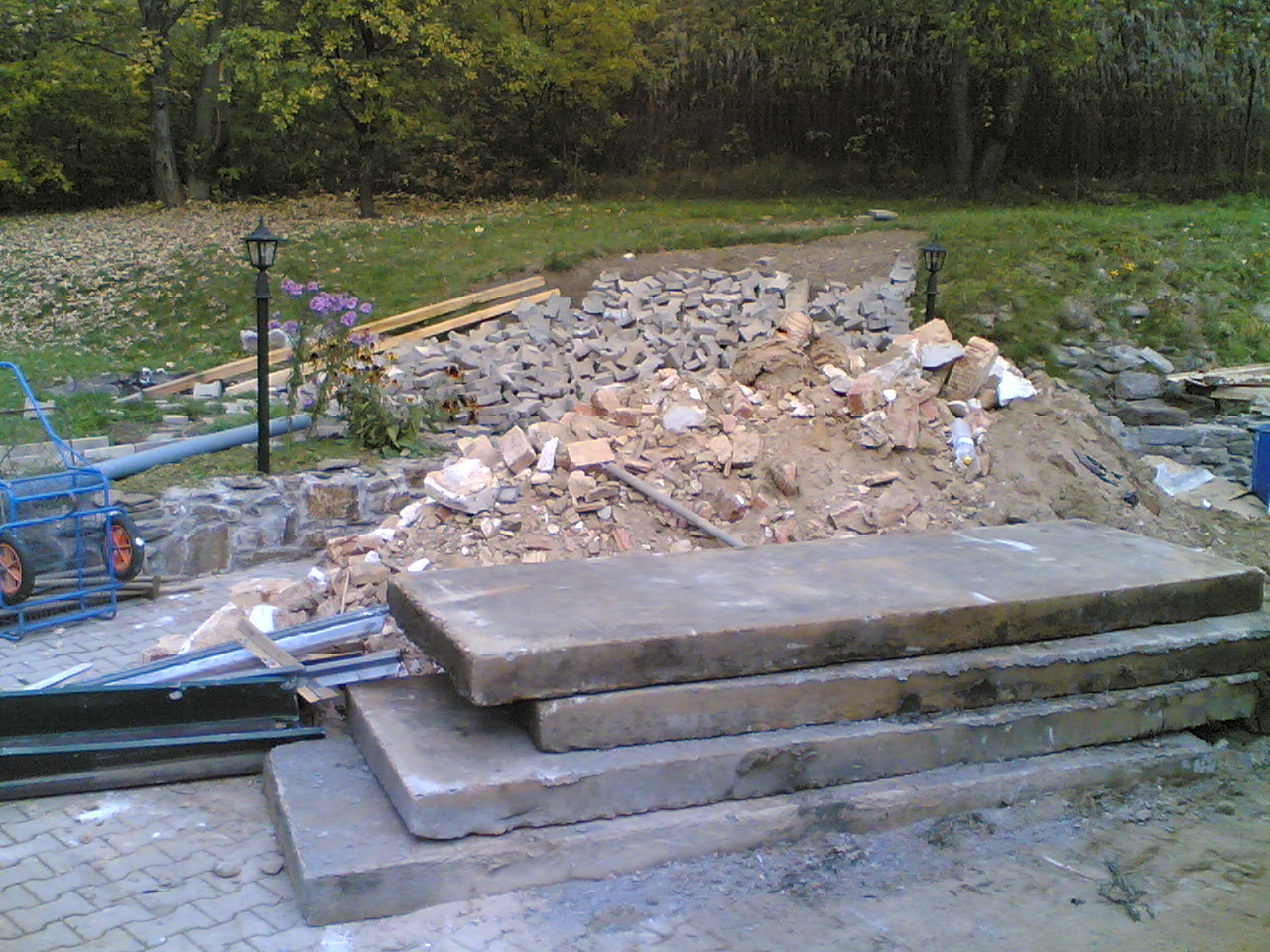
Suť jako odpad po bourání.

Stavební suť či pouze suť je název používaný pro zbytkový materiál, který již nelze nijak využít. Stavební suť vzniká při nové výstavbě, přestavbě či rekonstrukcích nebo demolicích. Termín se vztahuje na minerální odpad a stavební materiály jako jsou beton, cihly, zbytky omítek nebo malty, ale také dlaždice či obkladačky, skleněné tvárnice, keramika, kamení nebo písek. Společnosti pro likvidaci odpadů často rozlišují mezi sutí a smíšeným stavebním odpadem. Oba druhy odpadu musí být řádně likvidovány odvozem na skládku a nepatří do domácího odpadu.

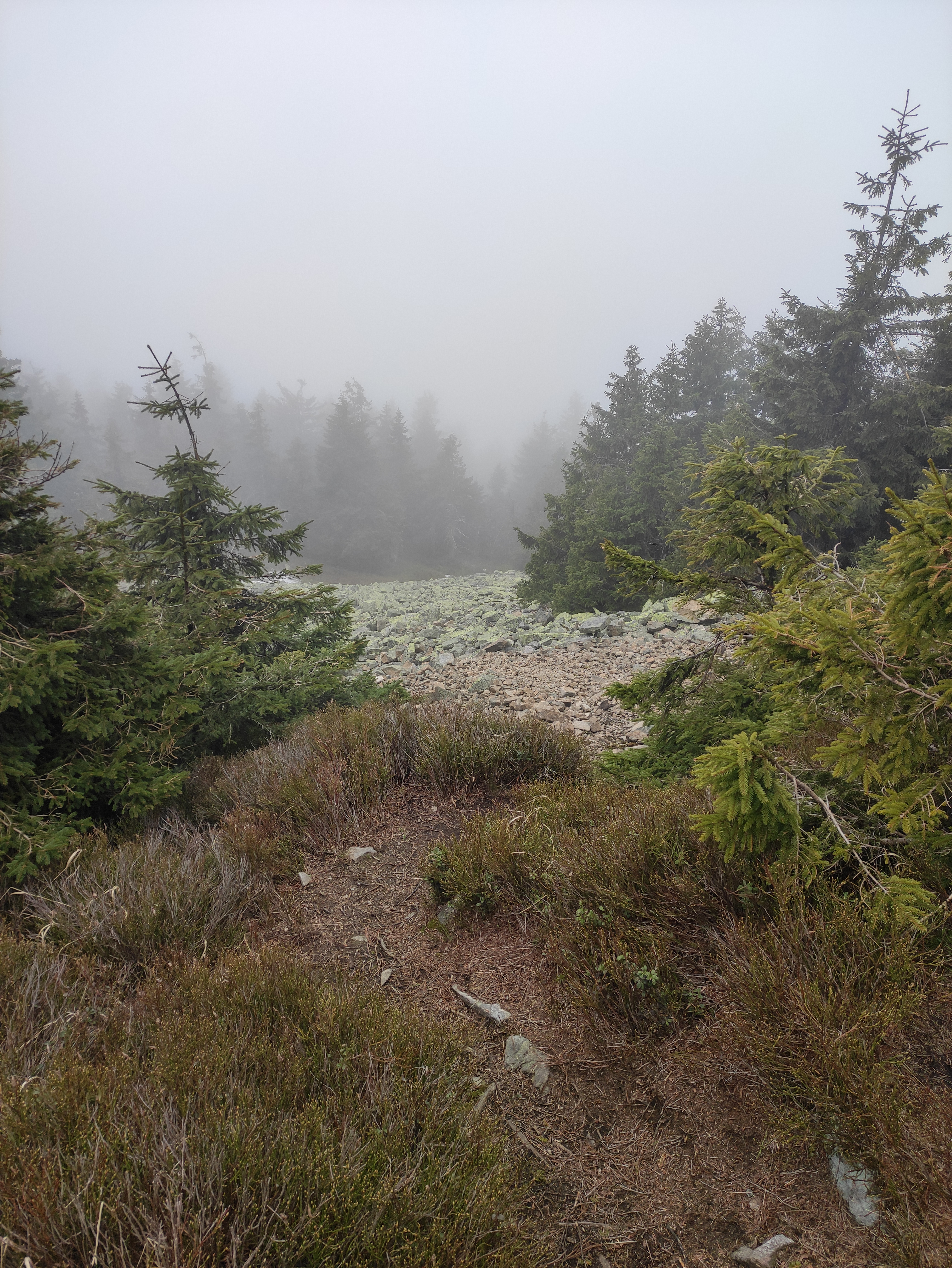
Přírodní suťové pole pod Kralickým Sněžníkem.

Jako sutiny jsou také označovány pozůstatky po zřícené nebo zbourané budově či jiném objektu. Suťovým kuželem je v archeologii označován terénní útvar v podobě pahorku na místě zaniklé stavby, vzniklý ze stavebního materiálu zřícené stavby.
Sutě jsou obecně materiály, které mohou být různorodé, ve formě různě velkých částic pedologického skeletu. Nazývají se tak i kamenná moře nebo rozdrolené skály.